# Pāmenār
Pāmenār (persiska: پامنار) är en ort i Iran.   Den ligger i provinsen Khuzestan, i den västra delen av landet, 400 km sydväst om huvudstaden Teheran. Pāmenār ligger 418 meter över havet och antalet invånare är 168.
Terrängen runt Pāmenār är varierad. Runt Pāmenār är det ganska tätbefolkat, med 104 invånare per kvadratkilometer. Närmaste större samhälle är Bīsheh Bozān, 6,2 km sydost om Pāmenār. Omgivningarna runt Pāmenār är i huvudsak ett öppet busklandskap.